# Andréi Dikiy
Andréi Ivánovich Zankevich (en ruso, Андре́й Ива́нович Занке́вич), quien posteriormente se conocería como Andréi Dikiy (Андре́й Ди́кий) (Haivoron, 1893-Nueva York, 1977) fue un escritor ruso parte de la emigración blanca y colaboracionista nazi. Estuvo dentro de la comunidad antisoviética y antisemita.

## Biografía
Andréi nació en el año de 1893 en Haivoron, donde su familia poseía plantaciones de betabel y fábricas de azúcar. Fue el hermano de otros cuatro. Al estallar la revolución rusa, emigró hacia Yugoslavia, donde se unió al consejo de la Alianza Nacional de Solidaristas Rusos. 
Durante la Segunda Guerra Mundial, se ofreció como voluntario del Ejército Ruso de Liberación y se unió al Comité para la Liberación de los Pueblos de Rusia como miembro de su administración civil. Al finalizar el conflicto, se movió a los Estados Unidos. Ahí, se dedicaría a escribir artículos pseudocientíficos antisemitas y antiucranianos, oponiéndose al estado ucraniano, con el nombre de Andréi Dikiy. Fue empleado de la Fundación Tolstoy. 
Falleció el 4 de abril de 1977. Fue enterrado en el cementerio del Monasterio Nuevo Diveyevo, en Nanuet, Nueva York.

## Críticas
Semiónn Efímovich Reznik lo llamó el último nazi. Irina Levinskaya, historiadora, lo catalogó como un antisemita patológico. Vadim Rossman, doctor en ciencias históricas, en su obra El antisemitismo intelectual ruso en la era poscomunista utilizó a Dikiy como ejemplo de antisemitismo. Dmitriy Talantsev lo describió como uno de los principales teóricos de la judeofobia.
Sus ideas fueron usados por Aleksandr Solzhenitsyn en su ensayo Doscientos años juntos.

## Obras
- Historia no pervertida de Ucrania-Rus
- Judíos en Rusia y la URSS: un ensayo histórico
- Diálogo ruso-judío